# Rob Hubbard

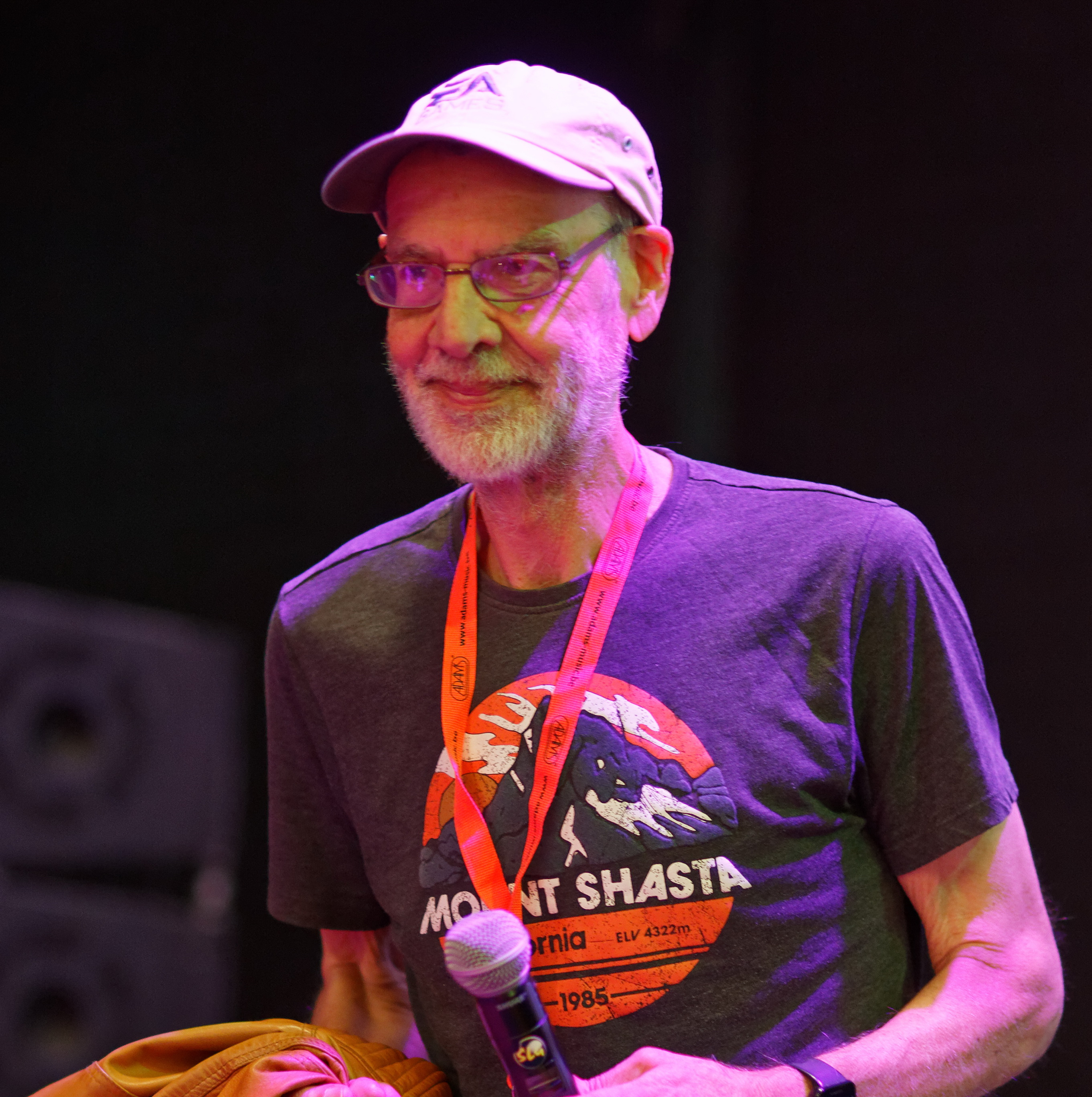
Rob Hubbard 2023

Rob Hubbard (* 1955 in Kingston upon Hull, England) zählt zu den bekanntesten Computerspiel-Musikern.
Hubbard begann mit sieben Jahren, ein Instrument zu spielen. Nach der Schulzeit, während der er in verschiedenen Bands spielte, besuchte er eine Musikhochschule. In den 1970er Jahren war er Studiomusiker. Im Selbststudium erwarb er Kenntnisse in der Programmiersprache BASIC und in der Maschinencode-Programmierung. Hubbard entwickelte eine Musik-Lernsoftware und schrieb für Gremlin Graphics erste Musik für Computerspiele. Von 1984 bis 1988 war er als freiberuflicher Computer-Musiker tätig, und von 1988 bis 2001 arbeitete er als Audio Technical Director bei Electronic Arts.
Bekannt wurde Hubbard durch die Produktion von Computerspiel-Soundtracks („Chiptunes“) für den Commodore-64-Soundchip SID. Einige Stücke entstanden auch für CPC, Atari ST und Amiga. Für die Sounduntermalung eines Spieles benötigte er nach eigenen Angaben etwa eine Woche, bei Termindruck in Einzelfällen auch nur 1–2 Tage.
Manchmal tritt Rob Hubbard noch live auf, beispielsweise 2003 in Brighton bei einem Event der Veranstaltungsreihe „Back in Time“ vor ca. 500 Retro-Fans. 2005 kam seine Musik aus International Karate auf dem dritten Spielemusikkonzert in Leipzig zur Aufführung.
Hubbard erhielt 2016 einen Ehrendoktor (Honorary Doctorate of Music) der Abertay University, Dundee, Schottland.

## Spiele mit Musik von Rob Hubbard (Auswahl)
| Spiel                                             | Jahr | Publisher                          | Genre              | Systeme | Kommentar |
| ------------------------------------------------- | ---- | ---------------------------------- | ------------------ | --- | --- |
| 19 Part One: Boot Camp                            | 1988 | Cascade                            | Action             | Commodore 64 | Eine Interpretation von Paul Hardcastles „19“ |
| 688 Attack Sub                                    | 1989 | Electronic Arts                    | Uboot-Simulation   | Commodore Amiga, DOS                                                                                                 | |
| ACE 2                                             | 1987 | Cascade Games                      | Flugsimulator      | Commodore 64 | |
| Action Biker                                      | 1985 | Mastertronic                       | Geschicklichkeit   | Commodore 64 | |
| Auf Wiedersehen Monty                             | 1987 | Gremlin Graphics                   | Jump 'n' Run       | Commodore 64, Schneider CPC, MSX                                                                                     | Zusammen mit Ben Daglish |
| Bangkok Knights                                   | 1987 | System 3                           | Sportspiel         | Commodore 64 | |
| Battle of Britain                                 | 1985 | PSS                                | Strategie          | Commodore 64 | |
| BMX Kidz                                          | 1987 | Firebird                           | Rennspiel          | Commodore 64 | Die digitalisierte Stimme („Go!“) ist von Rob Hubbard. |
| Budokan                                           | 1989 | Electronic Arts                    | Sportspiel         | Commodore Amiga, DOS                                                                                                 | |
| Bump, Set, Spike!                                 | 1986 | Mastertronic                       | Sportspiel         | Commodore 64 | |
| Commando                                          | 1985 | Capcom                             | Shoot ’em up       | Commodore 64 | Ursprünglich von Tamayo Kawamoto für die Arcade-Version von Commando |
| Crazy Comets                                      | 1985 | Martech                            | Shoot ’em up       | Commodore 64 | |
| Delta                                             | 1987 | Thalamus                           | Shoot ’em up       | Commodore 64 | Die Titelmusik ist inspiriert von der Titelmusik des Films Koyaanisqatsi (Philip Glass), andere Stücke von Pink Floyd. |
| Dragon's Lair Part II: Escape from Singe's Castle | 1987 | Software Projects                  | Action             | Commodore 64, Schneider CPC, Sinclair ZX Spectrum                                                                    | |
| Captain Zapp                                      | 1986 | Mastertronic                       | Action             | Commodore 64 | |
| Formula 1 Simulator                               | 1985 | Mastertronic                       | Rennspiel          | Commodore 64 | Interpretation von „Hard Times“ von Human League |
| Goldrunner                                        | 1987 | Microdeal                          | Vertikaler Shooter | Atari ST, Commodore Amiga                                                                                            | Komposition wurde ursprünglich in Human Race in Abschnitt 4 verwendet. |
| Hard Nova                                         | 1990 | Electronic Arts                    | Action-Rollenspiel | Atari ST, Commodore Amiga, DOS                                                                                       | |
| Human Race                                        | 1986 | Mastertronic                       | Geschicklichkeit   | Commodore 64 | |
| I-Ball                                            | 1987 | Silverbird                         | Shoot ’em up       | Commodore 64 | |
| International Karate Plus                         | 1987 | System 3                           | Beat ’em up        | Commodore 64, Sinclair ZX Spectrum                                                                                   | |
| International Karate                              | 1986 | System 3                           | Beat ’em up        | Atari ST, Atari XL/XE, Commodore-264-Serie, Commodore 64, DOS, MSX, Schneider CPC, Sinclair ZX Spectrum              | Teile basieren auf Ryuichi Sakamotos „Forbidden Colours“ aus „Furyo – Merry Christmas, Mr. Lawrence“. |
| Jupiter Probe                                     | 1987 | Microdeal                          | Vertikaler Shooter | Atari ST, Commodore Amiga                                                                                            | |
| Knucklebusters                                    | 1986 | Melbourne House                    | Action             | Commodore 64 | Mit über 17 Minuten Hubbards längster Titel. |
| The Last V8                                       | 1985 |                                    |                    | Commodore 64 | |
| Lightforce                                        | 1986 |                                    |                    | Commodore 64 | |
| Master of Magic                                   | 1985 |                                    |                    | Commodore 64 | Basiert teilweise auf „Shibolet“ und „An End to History“ vom Album „Audion“ von Larry Fast. |
| Mega Apocalypse                                   | 1987 | Martech                            |                    | Commodore 64 | Neuinterpretation von Crazy Comets. |
| Monty on the Run                                  | 1985 |                                    |                    | Commodore 64 | Basiert teilweise auf Devil's Galop von Charles Williams |
| Nemesis the Warlock                               | 1986 |                                    |                    | Commodore 64 | |
| One Man and His Droid                             | 1985 |                                    |                    | Commodore 64 | |
| Thing on a Spring                                 | 1985 | Microprojects for Gremlin Graphics | Plattform / Puzzle | Commodore 64, Schneider CPC                                                                                          | |
| Samantha Fox Strip Poker                          | 1986 |                                    |                    | Commodore 64 | Als John York, sein Kommentar hierzu: „[It] was such a cheesy title and they wanted that cheesy lame music along with it - I didn't want to admit that I did it just for the money“. Enthält The Entertainer von Scott Joplin. |
| Sanxion                                           | 1986 | Thalamus                           | Shoot ’em up       | Commodore 64, Sinclair ZX Spectrum                                                                                   | Von Hubbard stammt die Musik, die während des Ladens des Spiels ertönt. Sie ist laut Aussage von Hubbard durch den Titel Zoolook von Jean-Michel Jarre inspiriert.                                                             |
| Skate or Die!                                     | 1987 | Electronic Arts                    | Sportsimulation    | Apple IIGS, Game Boy, Commodore 64, Nintendo Entertainment System, Nintendo Wii, Schneider CPC, Sinclair ZX Spectrum | |
| Spellbound                                        | 1986 | Mastertronic                       |                    | Atari XL/XE, Commodore 64, Schneider CPC                                                                             | |
| Thrust                                            | 1986 | Firebird                           | Weltraum-Shooter   | Acorn Electron, Atari ST, Atari XL/XE, BBC Micro, Commodore 16, Commodore 64, Schneider CPC, Sinclair ZX Spectrum    | |
| Thundercats                                       | 1987 | Elite Systems                      | Plattform / Action | Atari ST, Commodore Amiga, Commodore 64, Schneider CPC, Sinclair ZX Spectrum                                         | |
| Warhawk                                           | 1986 | Firebird                           | Vertikaler Shooter | Atari ST, Atari XL/XE, Commodore 64, Schneider CPC                                                                   | |
| Zoids                                             | 1986 |                                    |                    | Commodore 64 | Eine Coverversion des Tracks „Ancestors“ von 1981 von Larry Fast |